# انجمن آزادی اسلو
انجمن آزادی اسلو (انگلیسی: Oslo Freedom Forum) به مجموعه کنفرانس‌هایی گفته می‌شود که برای اولین بار در ۲۰۰۹ با شعار «به چالش‌کشیدن قدرت» توسط بنیاد حقوق بشر آنهم برای یک بار در نیویورک برگزار شد. اما از آن سال همه ساله این کنفرانس برگزار می‌گردد. یکی از اهداف اصلی برگزاری این کنفرانس‌ها گردهم آوردن افراد سرشناس، از جمله روسای سابق کشورها، برندگان جایزه صلح نوبل، زندانیان عقیدتی و همچنین سایر شخصیت‌ها، به منظور ایجاد شبکه و تبادل نظر در مورد حقوق بشر و افشای دیکتاتوری‌ها است.
کنفرانس اصلی همه ساله در پایتخت نروژ در اسلو برگزار می‌شود و به‌طور همزمان این رویداد از طریق ماهواره در سان فرانسیسکو و نیویورک و برخی دانشگاه‌های ایالات متحده نیز برگزار می‌شود. سخنرانی‌های کنفرانس به صورت مستقیم پخش می‌شود (پخش زنده) و شامل سخنرانی‌ها و بحث‌های میزگردی است که در مقابل مخاطبان برگزار می‌شود.
به گفته مجله وایرد، «اگر جنبش جهانی حقوق بشر بخواهد نهاد نمایندگی واحدی از خود ارائه کند، چیزی شبیه به این کنفرانس خواهد بود». حامیان مالی برگزاری این کنفرانس بنیاد خیریه سرگئی برین و بنیاد خیریه پیتر تیل هستند و همچنین کسانی که جان خود را به خطر می‌اندازند تا در این کنفرانس حضور یافته و صحبت کنند و همچنین سیاست‌گذارانی که می‌توانند براساس آنچه از این کنفرانس یادمی‌گیرند به‌آن جامعه عمل پوشانند.
این کنفرانس توسط فعال حقوق بشر ثور هالورسن تأسیس شد.